# Chiesa di Santa Maria Lacrimosa degli Alemanni
La Chiesa di Santa Maria Lacrimosa degli Alemanni è una chiesa cattolica di Bologna, ubicata in via Mazzini.
Nel 1808, l'arcivescovo di Bologna, Carlo Oppizzoni, chiuse e vendette la chiesa.
La chiesa deve il suo nome alla presenza di un vicino ostello che ospitava studenti dell'Università di Bologna provenienti dalla Germania, o forse per essere il luogo di adorazione per i membri di un Ordine Teutonico.
All'interno, sulla destra, la Cappella dei Bibiena ospita una pala d'altare con una Sacra Famiglia di Gioacchino Pizzoli. Vi sono inoltre pale d'altare di Marcantonio Franceschini (San Giovanni della Croce), Domenico Maria Canuti (Santa Teresa) e Giacinto Garofalini. La chiesa ospitava, in passato, anche un crocifisso ligneo di Alessandro Algardi e una copia della Vergine di San Luca di Guido Reni.
Il portico antistante la Chiesa è incluso nel sistema dei Portici di Bologna, riconosciuto patrimonio Unesco, all'interno del sistema dei portici di Strada Maggiore, assieme al Giardino Savioli.
La chiesa cede il suo nome ad un areale che fu comune durante la Repubblica Bolognese napoleonica, poi frazione, e che corrisponde agli odierni rioni San Vitale e Mazzini.